# Jacques-Félix Adam
Jacques-Félix Adam (... – ante 1787) è stato uno scultore francese.

## Biografia
Figlio di Nicolas-Félix Adam, sposò la figlia del pittore Pierre Alexandre Royer, ex direttore dell'Académie de Saint-Luc, della quale egli stesso divenne membro nel 1759.